# Jørleif Uthaug

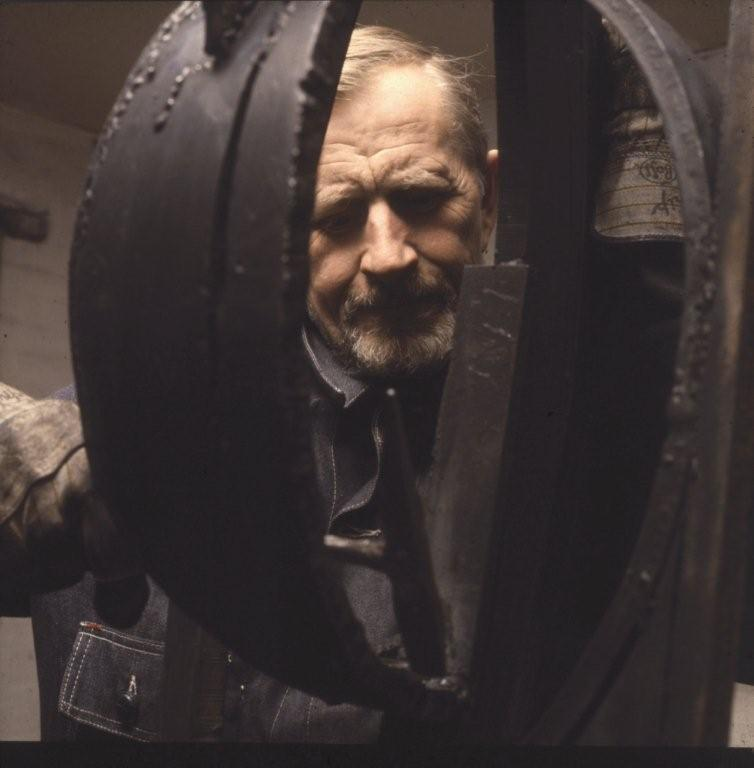
Jørleif Uthaug, omkring 1970

Jørleif Uthaug, född 3 augusti 1911 i Ørland, död 25 augusti 1990 i Oslo, var en norsk skulptör, målare och tecknare.
Jørleif Uthaug studerade för Per Krohg, vid Statens håndverks- og kunstindustriskole 1942-43, på Kunstakademiet 1945-47 och Statens teknologiske institutt 1960-61.

## Biografi
Jørleif Uthaug debuterade som målare 1949 på Galleri Per i Oslo, men det var som skulptör och med dekorationer i mosaik och metall som han först vann erkännande. Han gjorde ett antal offentliga utsmyckningar för skolor och kyrkolokaler på Östlandet under senare delen av 1950-talet, men den största verket var en stor relief på 30 kvadratmeter för Troms fylkesbyggnad och genomförd under tre års tid. Människor på en strand, också känd som Tromsøväggen, blev färdig 1960 och har senare flyttats till stora salen i den nya fylkesbyggnaden. År 1963 gjorde han den sex meter höga metallskulpturen Justitia till Drammens tinghus.
Efter detta blev Jørleif Uthaug intresserad av att göra abstrakt konst, inte minst konst med objects trouvés. I början av 1980-talet vann Jørleif Uthaug en rad norska skulpturtävlingar. Under de sista tio åren hade han ett antal uppdrag för norska kryssningsfartyg. Han gjorde metallreliefer till fartygen Sovereign of the Seas, Song of America och Royal Empress med vikingar och nordiska gudar som motiv. År 1987 tog han upp måleri igen och hans sista offentliga uppdrag blev altartavlan Kristi Himmelsfärd, vilken ursprungligen beställdes av en liten kyrka i Sogn og Fjordane, men som kom att placeras i det nya Vassenden kyrkcenter i Jølster.

## Offentliga verk i urval
- Dagen och natten, mosaikrelief för Hotell Stefan i Oslo, 1952
- Ungdom och fåglar, fris i olja och tempera, Ris skole i Oslo, 1953
- Kontikikartan, väggdekoration i olja och tempera, Kontikihuset i Oslo
- Människor på en strand" (Tromsøväggen), fondvägg i Troms fylkesbyggnad, 1960
- Justitia, en sex meter hög relief i emaljerad koppar på fasaden till Drammens tinghus, 1963
- 'Grotid, relief i Nes[förtydliga] rådhus, 1967
- Glasrelief til Ugla skole i Trondheim, 1968
- Energi, järn- och kopparskulptur i idrottsbyggnaden i Røros
- Skulptural front, en sju meter hög skulptur i cortenstål på Godlia skole i Oslo
- Horisontell rytm, stålrelief i matsalen i Statens husstellskole i Stabekk
- The golden wall, mässingsrelief i matsalen på M/S Vistafjord, 1974
- Emaljrelief i trappeoppgången på M/S Vistafjord, 1974
- Reliefer med motiv från nordisk mytologi på M/S Song of Norway, 1984
- Amfitrite, vågen och sjöfåglarna, en fyra meter hög skulptur i syrafast stål  vid Porsgrunnelven i Porsgrunn
- Odens vägg, friser i M/S Sovereign of the Seas, 1987
- Hillebard, stålskulptur vid Sogn yrkesskole i Oslo, 1987
- The Crowning of a Viking Prince, mässingvägg på M/S Nordic Prince
- Altartavlan i Vassendenkyrkan i Jølster, 2002

## Fotogalleri

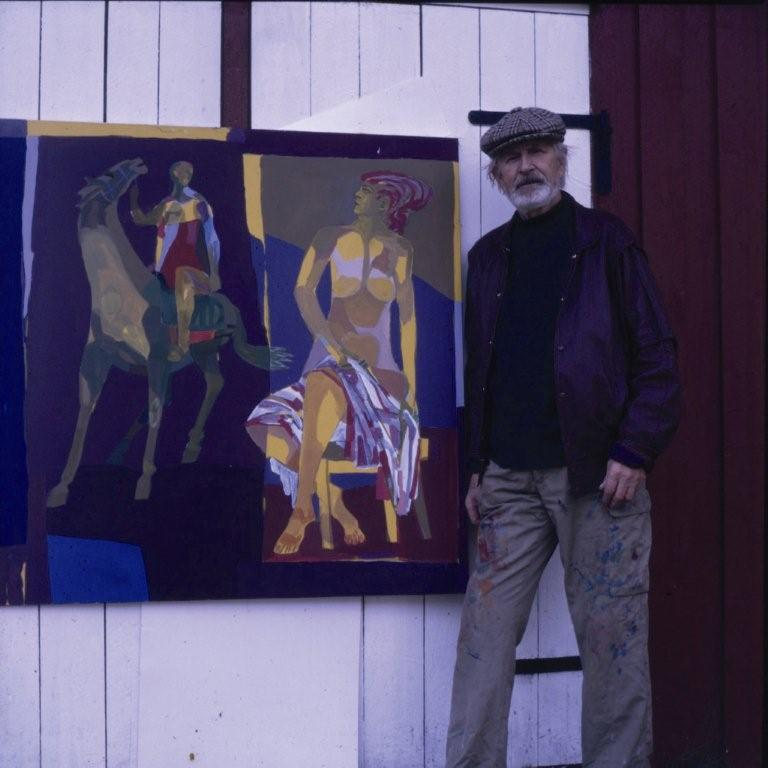
Jørleif Uthaug med  "Budbringeren", 1988
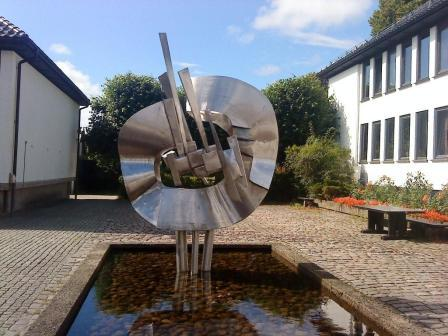
Ekspansjon i Mandal
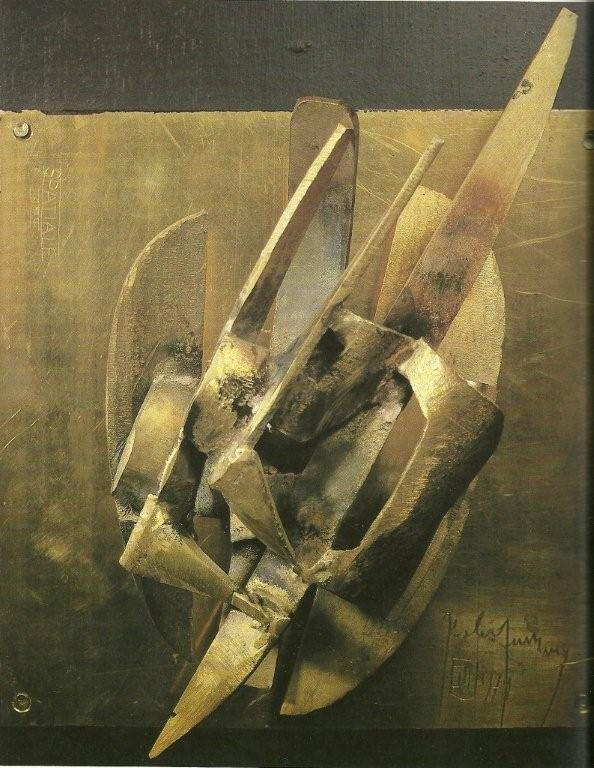
Spatiale, 1979
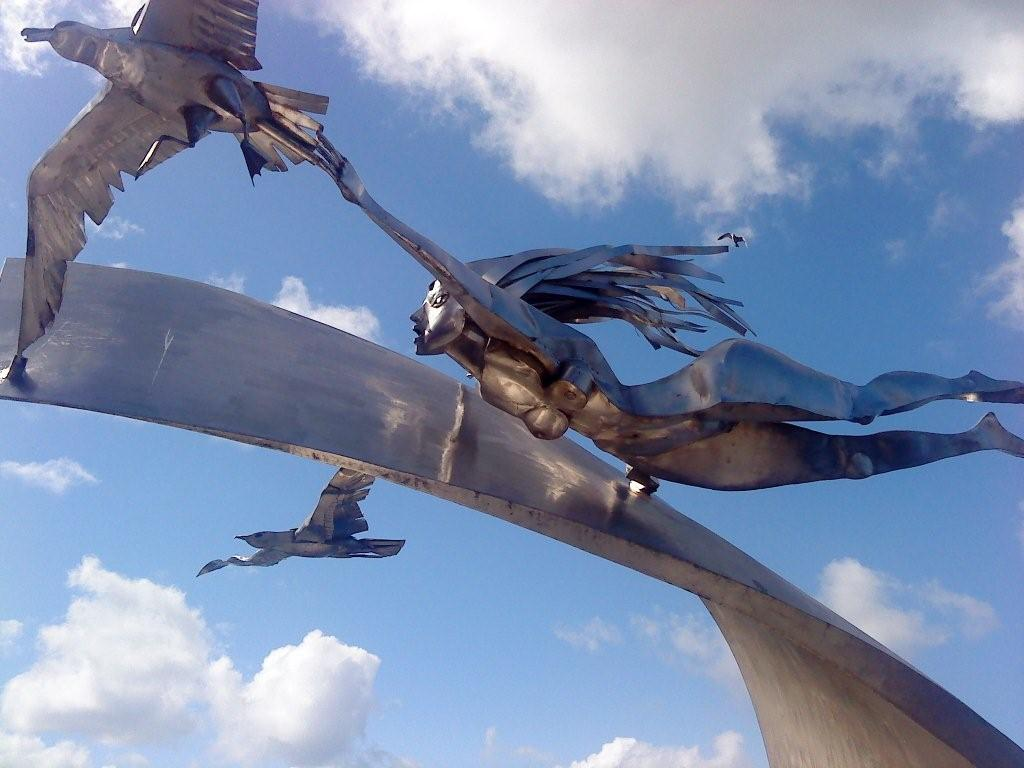
Amfitrite, vågen och sjöfåglarna i Porsgrunn